# 잼보드

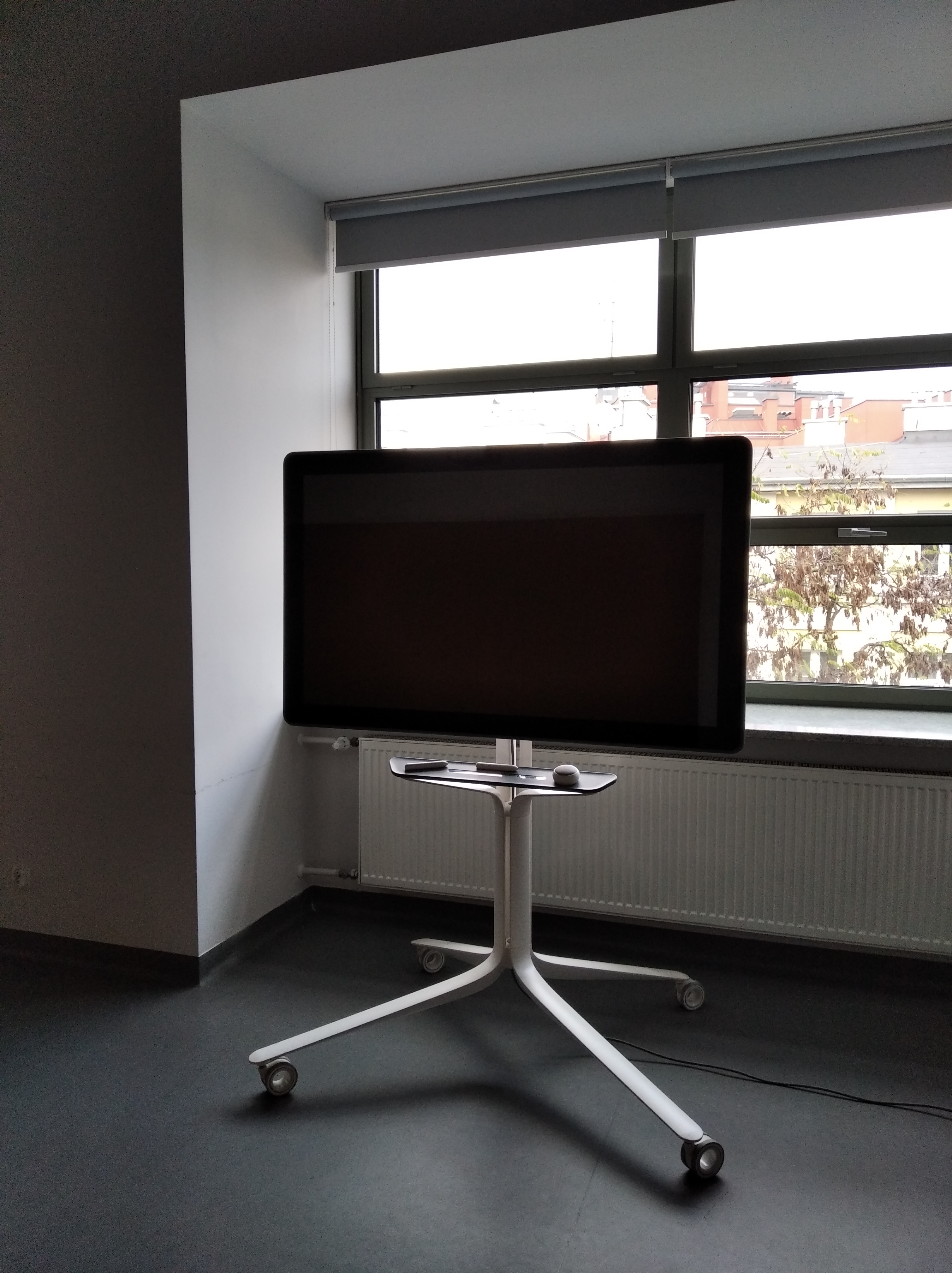
SWPS 대학교의 잼보드

잼보드(Jamboard)는 구글이 한때 G 스위트라는 이름을 지녔던 구글 워크스페이스의 일부로서 개발한 인터랙티브 화이트보드 시스템이다. 2016년 10월 25일 공식 발표되었다. 55인치 4K 터치스크린 디스플레이를 갖추고 있으며 무료 구글 문서 스위트를 통해 크로스 플랫폼 지원과 더불어 온라인 협업을 위한 호환성을 특징으로 한다. 디스플레이는 벽에 마운트하거나 스탠드로 구성이 가능하다.

## 역사
2006년 Google Apps for Work가 런칭된 이후 구독 기반 서비스가 2016년 9월 29일 G 스위트라는 이름으로 리브랜딩되었고 이때 드라이브의 프로그램들로의 기계 학습 연동, 행아웃 재설계, 팀 드라이브의 발표가 함께 이루어졌다.
10월 25일, G 스위트의 제품 관리자 TJ Varghese는 잼보드를 구글의 공식 블로그에 발표하였다. 제품 발표 예고 영상이 같은 날 유튜브에 게시되었다. 동시에 웹사이트에서도 같은 날 런칭되었고 장치를 위한 얼리 어댑터 프로그램 버전 루머가 있었다.

## 출시
잼보드는 2017년 5월 £3,999($600의 연간 무료 지원을 포함하여 약 $5,000) 소매가로 출시되었다.